# Fuge (Zeitschrift)
FUGE – Journal für Religion und Moderne (2007–2019) war eine deutsche Kulturzeitschrift.

## Profil
Die Zeitschrift wurde seit 2007 von Martin Knechtges (* 1967) und Jörg Schenuit (* 1970) in Berlin herausgegeben und erschien halbjährlich im Verlag Ferdinand Schöningh, seit 2019 als Imprint von BDFS Brill. Bis 2012 wurde sie von der Katholischen Akademie in Berlin e.V. unterstützt. Die Herausgeber wurden von einer Reihe von Experten beraten, darunter Hans Joas und Franz-Xaver Kaufmann für den Bereich Soziologie und der Jesuit Klaus Mertes für die Themen Theologie und Glaube. Bekannte Autoren der Fuge waren Horst Bredekamp, Terry Eagleton, Siegfried Gerlich, Friedrich Wilhelm Graf, Bettina Klix, Les Murray, Alexander Pschera, Hazel Rosenstrauch, Brigitte Sändig, Andreas Speer, Peter Strasser, Charles Taylor, Jean-Pierre Wils  und Graham Ward. Die Zeitschrift wurde 2019 mit Band 18 abgeschlossen. 

## Inhalte
Die Zeitschrift veröffentlichte Essays zu Themen der Religions-, Philosophie- und Kulturgeschichte, dazu Archivalien, Kritiken, Zeichnungen und Gedichte. Reihen thematisierten „Epiphanie“ (Bd. 4 und 5), „Kulturkritik“ (Bd. 6, 7 und 8) sowie „Paideia“ (Bd. 8, 9 und 10). Folgende Bände und Doppelbände wurden veröffentlicht:
| Band  | Titel                       | Erscheinungsjahr |
| ----- | --------------------------- | ---------------- |
| 18    | Geistige Existenz           | 2019             |
| 16/17 | Morbides Denken             | 2016             |
| 14/15 | Öffentliches Schweigen      | 2014             |
| 12/13 | Die Krone der Schöpfung     | 2013             |
| 11    | Zweite Naturen              | 2012             |
| 10    | Irritierende Kräfte         | 2012             |
| 9     | Angesichts der Anfechtungen | 2011             |
| 8     | Das gemessene Band          | 2011             |
| 7     | Der Anfang                  | 2010             |
| 6     | Zeichen ferner Freiheit     | 2010             |
| 5     | Verwandlung                 | 2009             |
| 4     | Der Schein des Unendlichen  | 2009             |
| 3     | Der Staub Gottes            | 2008             |
| 2     | Profane Zumutungen          | 2008             |
| 1     | Das Westliche Dilemma       | 2007             |